# Sh2-5
Sh2-5 è un enigmatico oggetto riportato nel Catalogo Sharpless delle nebulose di idrogeno ionizzato.
Nel catalogo vengono fornite le coordinate di ascensione retta 17h 13m 12s e declinazione -38° 21′ 00″, ricadenti nella costellazione dello Scorpione. La sua estensione è indicata come pari a 100 primi d'arco, vale a dire un oggetto di dimensioni notevoli. Numerosi studi successivi volti a rintracciare quest'oggetto non sono stati in grado di individuarlo alle coordinate fornite e così viene indicato come "non individuato". Va notato che a quasi 1° dalla posizione indicata da Sharpless si trova un sistema nebuloso noto come Gum 59b (o RCW 123), le cui dimensioni si aggirano sui 75 primi d'arco, ed è possibile che si tratti del medesimo oggetto "perduto" del Catalogo Sharpless.
Esiste una teoria che appare in grado di spiegare la discrepanza di coordinate per questo e altri oggetti del Catalogo Sharpless situati nell'emisfero australe (in particolare Sh2-14), che si basa sul fatto che Stewart Sharpless ha utilizzato per determinare la posizione delle sue nebulose stelle vicine con delle coordinate ben definite; in particolare, sono state utilizzate le stelle del catalogo Bonner Durchmusterung (BD) per l'emisfero nord e le stelle del catalogo Cordoba Durchmusterung (CD) per l'emisfero sud, riferendo i rilevamenti delle coordinate alla data del 1855 e calcolando quindi lo spostamento in base alla precessione. Tuttavia, mentre questa data è più o meno corretta per le stelle del primo catalogo, non è altrettanto valida per le stelle del secondo, le cui coordinate sarebbero state prese invece anche diversi decenni dopo. Da qui deriverebbe la discrepanza, in certi casi abbastanza marcata.